# Compañía de navegación China

La bandera Swire es la bandera de la casa de CNCo.

La compañía de navegación de China. S. L. está registrada en Singapur, con la entidad matriz: The China Navigation Company Limited (CNCo), que comercializa marcas como Swire Shipping & Swire Bulk, es una empresa de transporte naval con sede en Singapur. Es parte del grupo Swire, anteriormente John Swire and Sons.

## Historia

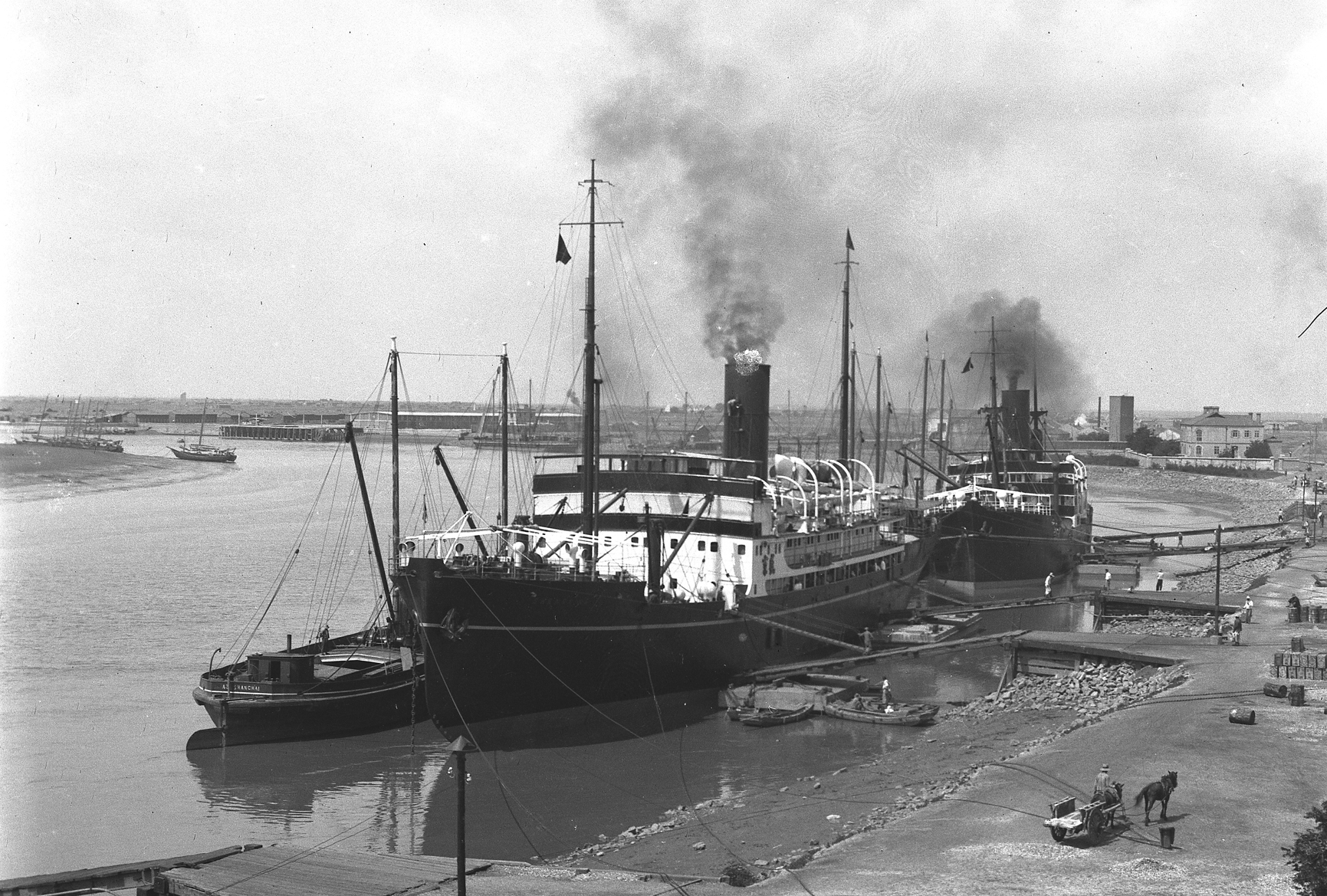
Scotts of Greenock, Escocia construyó el buque de vapor costero SS Shenking para CNCo en 1931

John Samuel Swire fundó CNCo para ofrecer servicios de vapor de ruedas en el río Yangtze. A principios de la década de 1870, John Samuel Swire estaba convencido de que había una oportunidad para aumentar el envío de vapor en el río Yangtze y, como no podía interesar a otras compañías navieras, como Alfred Holt and Company, en emprender esta expansión, decidió establecer una nueva compañía para esto. La compañía de navegación de China se formó en Londres en 1872 con un capital de £ 360,000 principalmente creado por John Samuel Swire y WH Swire con Alfred Holt, Rathbone's, TH Ismay, RN Dale, John Scott, T Barlow y William Imrie y T&J Harrison que participaron con dinero adicional.

### Principios
John Swire and Sons (JS&S) inicialmente ordenó la construcción de tres barcos para el comercio del Bajo Yangtze y en 1873 compró la Union Steam Navigation Company, que le dio a CNCo dos barcos y los arrendamientos de propiedades en Shanghái y en otros puertos fluviales. A mediados de la década de 1870, los intereses de CNCo se habían extendido al comercio del río de las Perlas y, a fines de la década de 1870, a las rutas de Shanghái a Ningbó y de Shanghái a Tianjin, a pesar de los períodos de intensa competencia y guerras de tasas, así como los acuerdos conjuntos con las otras compañías navieras en estos rutas. En 1883, el Coast Boats Ownery [CBO], que se había formado para manejar el comercio costero local, se fusionó con el CNCo y en los años 1880 y 1890, el CNCo expandió su flota y los puertos de escala, de modo que en 1894 tenían veintinueve barcos que hacían escala en puertos a lo largo del Yangtze, en la costa sur de China, en Filipinas, el sudeste asiático, Australia, Japón, Rusia y la costa norte de China.

### SigloXX
A pesar de los problemas en el comercio y los asuntos del Lejano Oriente en el siglo XX, incluido el aumento del sentimiento nacionalista y las campañas anti-extranjeras, los boicots, la piratería, el descontento del personal y los salarios, y las rutas comerciales interrumpidas debido a los disturbios civiles internos de China, la flota de la Compañía de navegación de China (CNCo) continuó operando en la Segunda Guerra Mundial y, en 1940, fue requisada por el Gobierno británico durante la guerra. En el otoño de 1945, CNCo regresó a Hong Kong y Shanghái y, gradualmente, recuperó el envío y los bienes incautados por los japoneses, se restableció y se reanudó el trabajo normal.

## Gestión

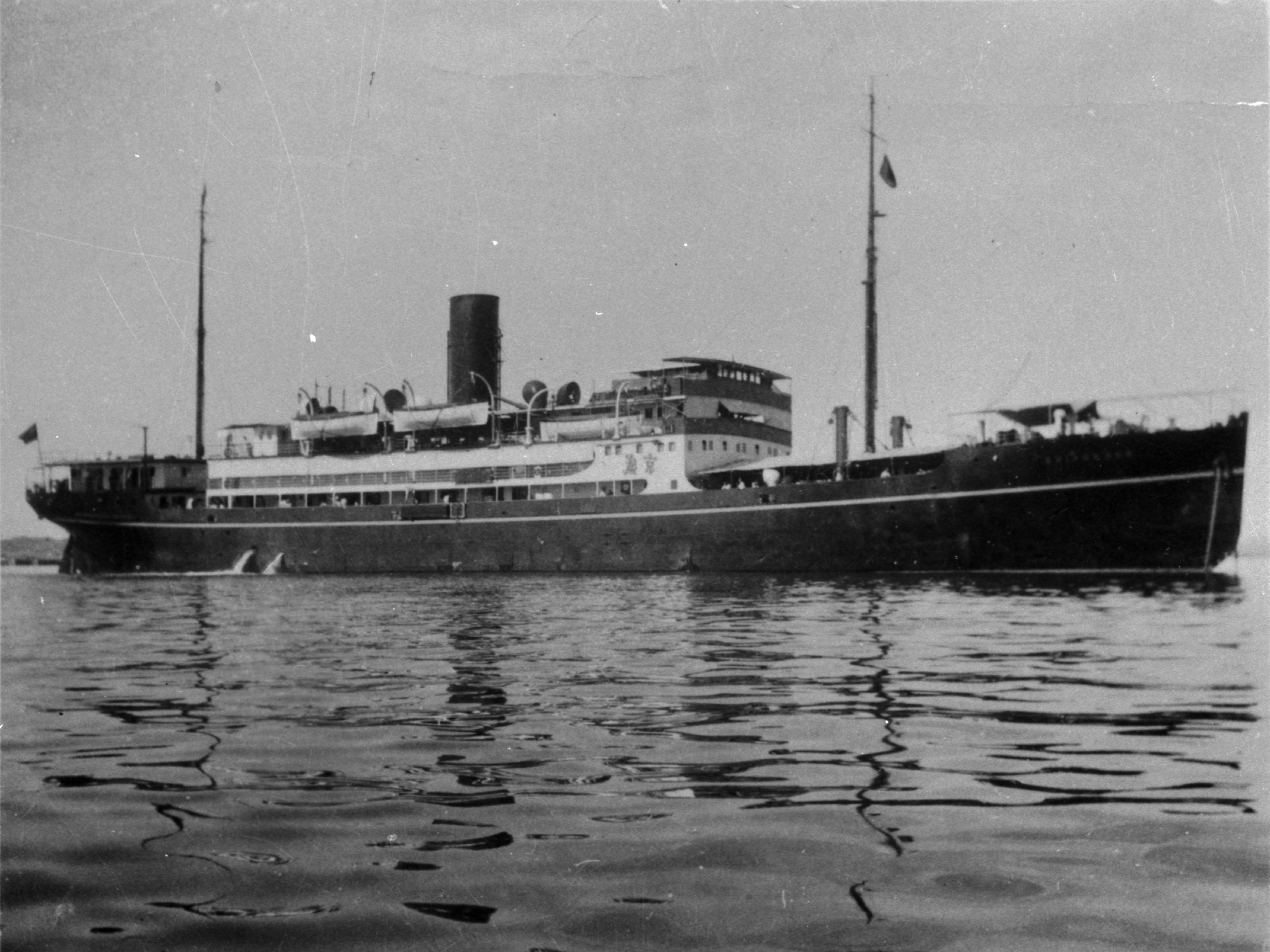
Astillero Taikoo construido SS Shuntien en Hong Kong en 1934. Ella era SS Shengking ' buque gemelo.

Butterfield and Swire (B & S), que era la empresa comercial del Lejano Oriente de JS&S, fue nombrada desde la formación de CNCo como gerentes orientales. Toda la correspondencia con JS&S, los Gerentes de Londres, fue realizada por las oficinas en Hong Kong y Shanghái. Shanghái era responsable del negocio de CNCo en el río Yangtze y la costa norte de China (desde el norte de Ningbó y Hong Kong manejaba la costa sur y el comercio de Cantón y todas las rutas del sudeste asiático, Australia y Filipinas. En muchos puertos, el agente de B&S actuó para CNCo, aunque en algunos lugares se pudo establecer una oficina de CNCo separada y en Filipinas, Australia y el sudeste asiático, donde no había oficinas de B&S, se emplearon agentes independientes.

## La compañía hoy
Hoy, CNCo es el brazo de transporte marítimo del grupo Swire. Los servicios de transporte de carga gestionados de CNCo sirven a más de 130 puertos en todo el mundo, empleando una combinación de embarcaciones especializadas y fletadas que transportan contenedores, graneles, cargas fraccionadas y cargas de proyectos.

## Flota actual
BUQUES MULTIUSOS <br /> MIHOS 
- Jefe melanesio (ex jefe de coral) [7]
- Orgullo Melanesio (Ex Jefe de las Tierras Altas)
- Jefe Kokopo
- Foro Samoa4 (ex jefe de Papúa)

COMPETIDORES 
- Changsha [7]
- Chekiang
- Chenan
- Chengtu
- Kwangsi
- Kwangtung
- Kweichow
- Kweilin

B170s 
- Nanchang [7]
- Ngankin
- Ningpo

CLASE S 
- Shansi [7]
- Shantung
- Shaoshing
- Shengking
- Shuntien
- Siangtan
- Soochow
- Szechuen

JEFE-CLASE - Nuevos buques de la clase Chief, entrega 2015 
- Jefe de clase - TBN 1 [7]
- Jefe de clase - TBN 2
- Jefe de clase - TBN 3
- Jefe de clase - TBN 4

<br /> BUQUE CARGUERO 
- Wuchang [7]
- Wuchow
- Wuhu
- Wulin
- Eredine
- Erradale
- Erisort
- Eriskay
- Fengning
- Fengtien
- Liangchow
- Foochow
- Linan
- Funing
- Lintan
- Hanyang
- Luchow
- Hoihow
- Hunan
- Hupeh
- Pakhoi
- Pekin
- Poyang
- Powan

## Antiguos buques notables

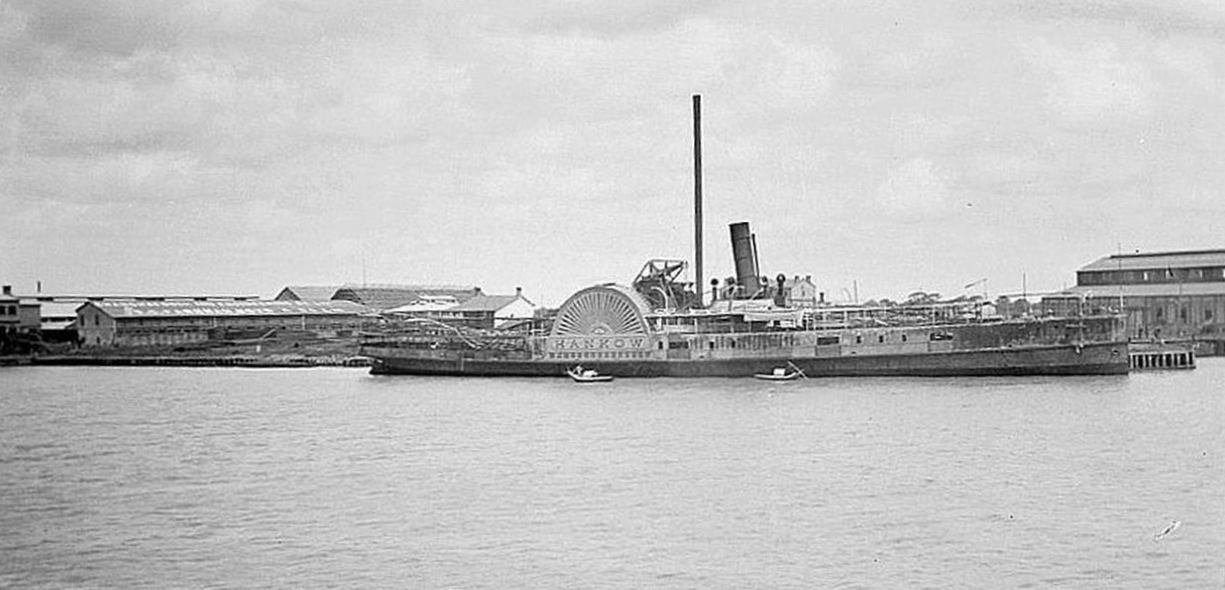
A. & J. Inglis, de Glasgow, construyeron el buque de vapor del río Sidewheel PS Hankow para China Navigation Co en 1874

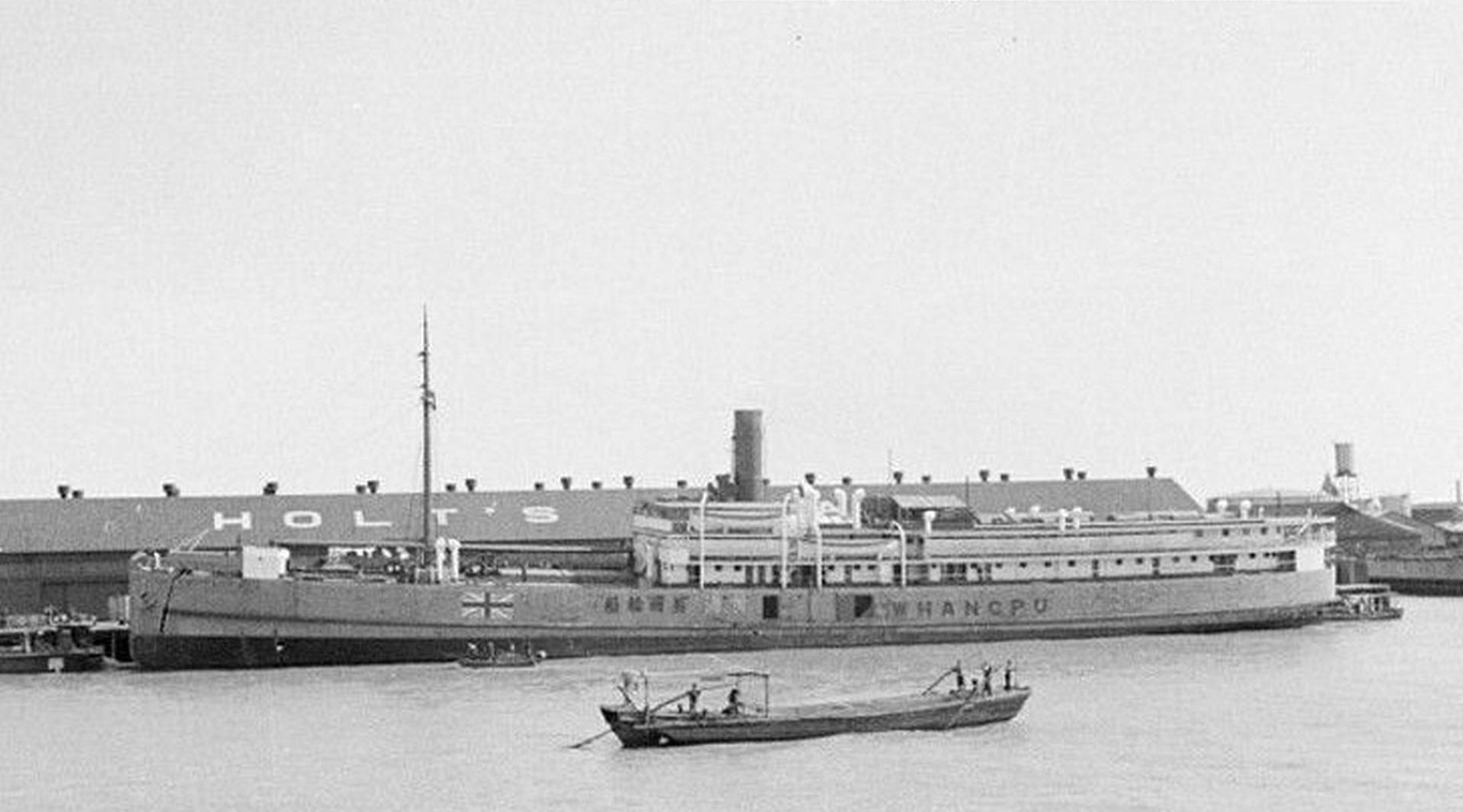
La filial de John Swire Taikoo Dockyard en Hong Kong construyó SS ' para China Navigation Co en 1920

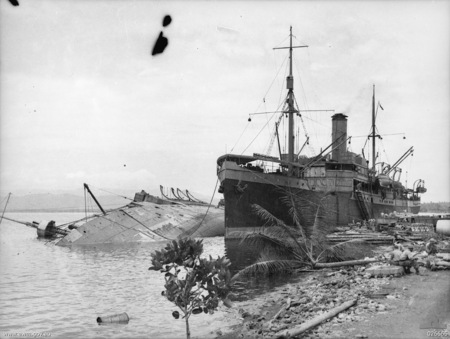
Anshun acostada de lado en Milne Bay, Nueva Guinea, 1942.

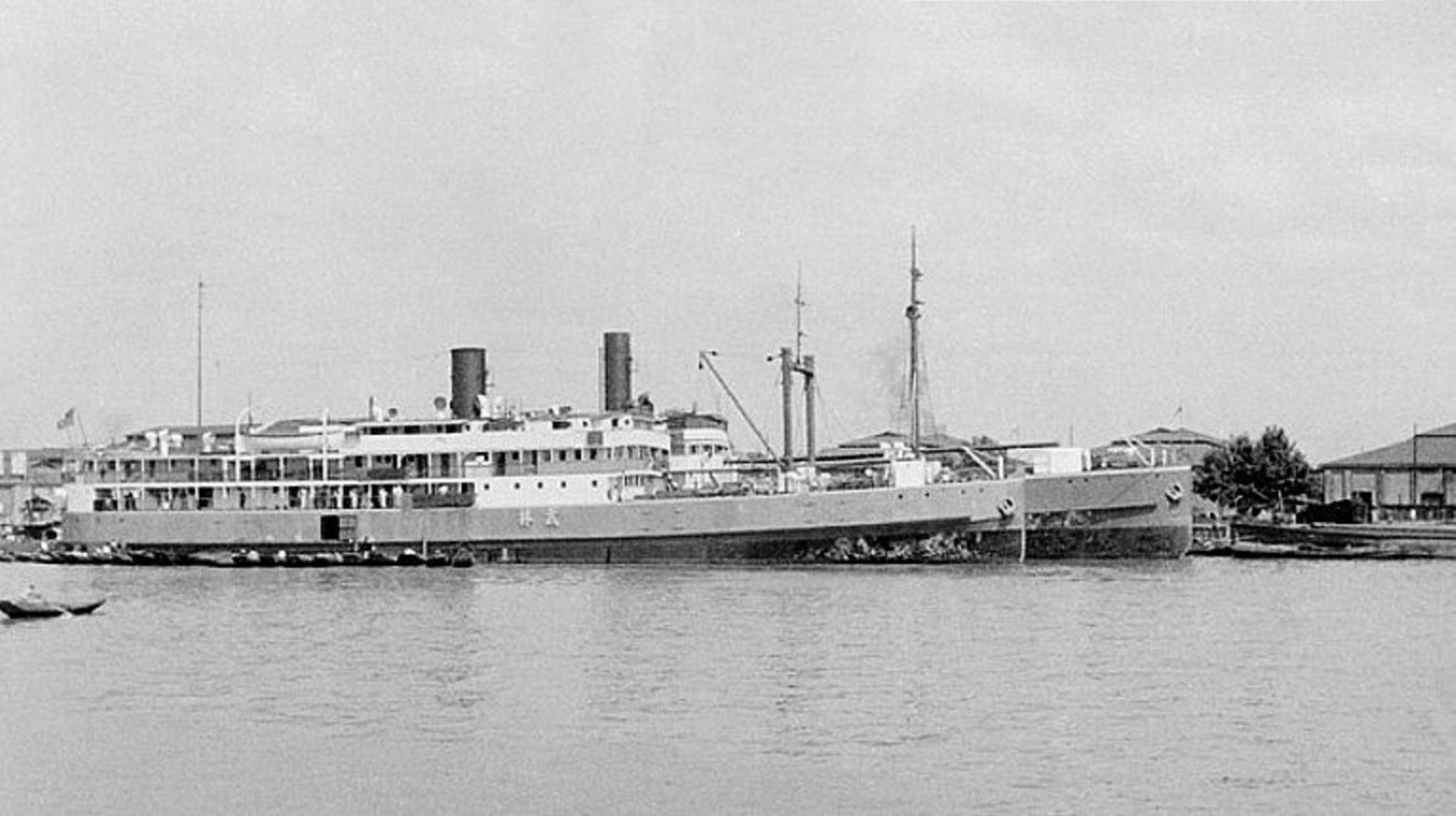
Taikoo Dockyard construyó el barco fluvial MV Wulin para China Navigation Co en 1935

- SS Anhui ( 3,494 GRT construido en 1925 fue uno de los únicos tres grandes buques, los otros eran Coast Farmer y <i id="mwATw">Dona Nati</i>, que entregaron suministros a principios de la guerra del Pacífico a Filipinas desde Australia y llegaron a la ciudad de Cebú el 20 de marzo de 1942. Anhui más tarde operó bajo el control del ejército de los Estados Unidos como parte de la flota local permanente del Área del Pacífico Sudoccidental como X-6 del 4 de marzo de 1942 a septiembre o diciembre de 1945.)[9][10][11]
- MV Anshun
- MS Changsha
- SS Hanyang ( 2,876 GRT construido en 1940 estuvo involucrado en los primeros esfuerzos de la guerra del Pacífico para abastecer a las Indias Orientales de Filipinas y los Países Bajos desde Australia y luego funcionó bajo el control del Ejército de los EE. UU. Como parte de la flota local permanente del Área del Pacífico Sudoccidental como X-8 desde el 24 de marzo de 1942 hasta agosto de 1945.)[12][13]
- MV Eredine (vendido)
- MV Erradale
- SS <i id="mwAV4">Shengking</i>
- SS Shuntien (hundido por la acción del enemigo)
- MV Soochow (también conocido como Maersk Asia Decimo)
- MS Taiyuan
- SS <i id="mwAWg">Wang Phu</i>
- SS Wu Chang
- MV Wulin
- SS Yochow ( 2,810  construido en 1938 estuvo involucrado en los primeros esfuerzos de la guerra del Pacífico para abastecer a las Indias Orientales de Filipinas y los Países Bajos desde Australia y luego funcionó bajo el control del Ejército de los EE. UU. Como parte de la flota local permanente del Área del Pacífico Sudoccidental como X-7 desde el 11 de abril de 1942 hasta diciembre de 1945.)[14][15]